# 斯特羅伊夫卡 (哈爾科夫州)
50°2′31″N 37°52′40″E / 50.04194°N 37.87778°E
斯特羅伊夫卡（烏克蘭語：Строївка）是位於烏克蘭東部的村莊，由哈爾科夫州庫皮揚斯克區的德沃里奇纳市镇負責管轄。該村始建於1899年，面積0.47平方公里，海拔高度177米，2001年人口31，人口密度每平方公里66.4人。